# Ippei Saga
Ippei Saga (佐賀 一平 Saga Ippei?, nacido el 20 de mayo de 1980 en Hokkaido) es un exfutbolista japonés. Jugaba de centrocampista y su último club fue el Okinawa Kariyushi FC de Japón.

## Trayectoria

### Clubes
| Club                 | País  | Año         |
| -------------------- | ----- | ----------- |
| Consadole Sapporo    | Japón | 1999 - 2000 |
| Montedio Yamagata    | Japón | 2001 - 2002 |
| Okinawa Kariyushi FC | Japón | 2003 - 2004 |

## Palmarés

### Títulos nacionales
| Título    | Club              | País  | Año  |
| --------- | ----------------- | ----- | ---- |
| J2 League | Consadole Sapporo | Japón | 2000 |